# Wulian

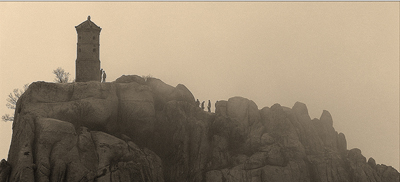
Der Wulian-Berg (五莲山/五蓮山 Wǔlián Shān) ist ein berühmter Aussichtspunkt im Kreis Wulian, Rizhao, Shandong.

Wulian (chinesisch 五莲县, Pinyin Wǔlián Xiàn) ist ein Kreis in der ostchinesischen Provinz Shandong. Er gehört zum Verwaltungsgebiet der bezirksfreien Stadt Rizhao. Wulian hat eine Fläche von 1.496 km² und zählt 484.883 Einwohner (Stand: Zensus 2010). Sein Hauptort ist die Großgemeinde Hongning (洪凝镇).
Die neolithische Dantu-Stätte (丹土遗址,  Dantu yizhi, englisch Dantu Site) steht seit 1996 auf der Liste der Denkmäler der Volksrepublik China (4-11).